# 联想电讯盈科企业方案
聯想電訊盈科企業方案有限公司（LPS） 是一家位於香港的資訊科技服務及解決方案供應商，隸屬於全球知名的科技公司聯想。成立於2003年，LPS 最初作為一個大型電信集團PCCW的子公司運營。於2022年，該公司與聯想建立了戰略合作夥伴關係，進一步強化了其在亞太地區的市場地位。
LPS 最近特別重視人工智能（AI）的發展，積極推動AI技術的應用，以提升服務效率和創新解決方案。公司在香港、新加坡、中國大陸、馬來西亞和菲律賓等地活躍，並為中國香港特別行政區政府提供香港身份證明的系統及服務。

## 歷史

### 2000 年代初期
聯想電訊盈科企業方案在2000年代初期是電訊盈科旗下的一個部門，提供信息技術和業務流程外判服務，及後易名為“商業電子解決方案”部門，服務包括中國電信、中國石化、中國銀行和中國移動等不同企業。 與此同時，亦為香港政府的不同數碼計劃及項目提供服務及支援，包括2003年的香港身份證系統。

### 2003-2006
於2003年9月1日收購溫雲松成立的Unihub，同時成為電訊盈科子公司。

### 2006-2022
透過整合Unihub後、電訊盈科企業方案在2006年成立，針對企業客戶和支援香港特區政府提供服務。與此同時，業務板圖擴展至亞太地區。在接下來的 15 年裡，擴大了商業和政府的業務。服務包括：系統整合、託管服務和應用程式開發，成功建立區域領導地位，同時在亞太地區建立了主要辦公地點和離岸交付中心。

### 2022 至現在
聯想與電訊盈科企業方案於2022年8月建立戰略合作夥伴關係，成立聯想電訊盈科企業方案，建立了技術解決方案業務。 聯想直接持有80%股權和 PCCW Network Services 的20%股權，並成為 LPS 的84%股東，而PCCW Network Services 是 PCCW 在香港餘下信息技術解決方案業務的控股公司。

## 服務
聯想電訊盈科企業方案和聯想PCCW提供端到端方案。客戶遍及商業機構、政府部門及公營機構，行業包括旅遊及運輸、金融服務、通信、酒店、零售、製造業和房地產等，同時提供學生實習方案。

## 奬項
聯想電訊盈科企業方案獲得多個項目的讚譽，包括年度史蒂夫獎等行業獎項、BusinessFocus商業大獎2023、Gov Media Awards 2023、2022/2023年度市場領袖大獎。香港政府也認可了該公司對民航、刑事司法系統、金融、電子身分等領域公共數位計畫的貢獻。
全球分析公司IDC將聯想電訊盈科企業方案列為多個區域產業觀察名單中的領導者，其在系統整合和應用程式開發方面連續十年（2014年起）保持香港的領先地位。在此期間，該公司也一直是託管服務領域的領導者，並於 2023 年重新奪回第一的位置。

## 外部連結
- 中国联想集团 （页面存档备份，存于）
- 美国联想集团 （页面存档备份，存于）
- 香港联想集团 （页面存档备份，存于）
- 聯想電訊盈科企業方案 （页面存档备份，存于）